# Valencia Club de Fútbol Mestalla
Maillots
Actualités
Le Valencia Club de Fútbol Mestalla, anciennement appelé Valence CF B, est l'équipe filiale du Valence Club de Fútbol. Fondée en 1944 sous le nom de Club Deportivo Mestalla, elle évolue actuellement en Segunda División B, troisième échelon national.
De nombreux joueurs sont issus de l'équipe filiale tels que : Raúl Albiol, David Albelda, David Silva, Jordi Alba, Vicente Guaita, Juan Bernat, Paco Alcácer, Federico Cartabia, Isco, José Gayà, Carlos Soler, Toni Lato, Pedro López, Carles Gil ou encore Pablo Hernández.

## Joueurs emblématiques
- David Albelda
- Jordi Alba
- Paco Alcácer
- Raúl Albiol
- Juan Bernat
- David Silva
- Isco

## Résultats par saison
- Sous le nom de CD Mestalla

| Saison    | Division           | Place | Coupe du Roi  |
| --------- | ------------------ | ----- | ------------- |
| 1944-1945 | Primera Regional   | —     | -             |
| 1945-1946 | Regional Preferent | —     | -             |
| 1946-1947 | Tercera División   | 2e    | -             |
| 1947-1948 | Segunda División   | 8e    | 5e tour       |
| 1948-1949 | Segunda División   | 12e   | 4e tour       |
| 1949-1950 | Segunda División   | 6e    | 1er tour      |
| 1950-1951 | Segunda División   | 8e    | -             |
| 1951-1952 | Segunda División   | 2e    | -             |
| 1952-1953 | Segunda División   | 6e    | 1er tour      |
| 1953-1954 | Segunda División   | 15e   | -             |
| 1954-1955 | Tercera División   | 2e    | -             |
| 1955-1956 | Segunda División   | 6e    | -             |
| 1956-1957 | Segunda División   | 17e   | -             |
| 1957-1958 | Tercera División   | 1er   | -             |
| 1958-1959 | Tercera División   | 2e    | -             |
| 1959-1960 | Segunda División   | 11e   | 1er tour      |
| 1960-1961 | Segunda División   | 10e   | 16e de finale |
| 1961-1962 | Segunda División   | 12e   | 1er tour      |
| 1962-1963 | Segunda División   | 9e    | 8e de finale  |
| 1963-1964 | Segunda División   | 4e    | 16e de finale |
| 1964-1965 | Segunda División   | 8e    | 16e de finale |
| 1965-1966 | Segunda División   | 6e    | 16e de finale |
| 1966-1967 | Segunda División   | 9e    | 16e de finale |
| 1967-1968 | Segunda División   | 8e    | 1er tour      |
| 1968-1969 | Segunda División   | 17e   |               |
| 1969-1970 | Tercera División   | 2e    | 16e de finale |
| 1970-1971 | Tercera División   | 1er   | 3e tour       |
| 1971-1972 | Segunda División   | 13e   | 3e tour       |
| 1972-1973 | Segunda División   | 20e   | 3e tour       |
| 1973-1974 | Tercera División   | 2e    | 1er tour      |
| 1974-1975 | Tercera División   | 5e    | 1er tour      |
| 1975-1976 | Tercera División   | 18e   | 3e tour       |
| 1976-1977 | Regional Preferent | —     | -             |
| 1977-1978 | Tercera División   | 6e    | 4e tour       |
| 1978-1979 | Tercera División   | 10e   | -             |
| 1979-1980 | Tercera División   | 5e    | 1er tour      |
| 1980-1981 | Tercera División   | 8e    | 2e tour       |
| 1981-1982 | Tercera División   | 3e    | -             |
| 1982-1983 | Tercera División   | 1er   | 2e tour       |
| 1983-1984 | Tercera División   | 3e    | 1er tour      |
| 1984-1985 | Tercera División   | 1er   | 1er tour      |
| 1985-1986 | Tercera División   | 5e    | 3e tour       |
| 1986-1987 | Tercera División   | 5e    | -             |
| 1987-1988 | Segunda División B | 16e   | 3e tour       |
| 1988-1989 | Tercera División   | 3e    | 1er tour      |
| 1989-1990 | Tercera División   | 2e    | -             |
| 1990-1991 | Tercera División   | 4e    | -             |

- Après la fusion avec Valence

| Saison    | Division              | Place |
| --------- | --------------------- | ----- |
| 1991-1992 | Tercera División      | 1er   |
| 1992-1993 | Segunda División B    | 12e   |
| 1993-1994 | Segunda División B    | 13e   |
| 1994-1995 | Segunda División B    | 3e    |
| 1995-1996 | Segunda División B    | 4e    |
| 1996-1997 | Segunda División B    | 14e   |
| 1997-1998 | Segunda División B    | 14e   |
| 1998-1999 | Segunda División B    | 10e   |
| 1999-2000 | Segunda División B    | 17e   |
| 2000-2001 | Tercera División      | 2e    |
| 2001-2002 | Segunda División B    | 2e    |
| 2002-2003 | Segunda División B    | 6e    |
| 2003-2004 | Segunda División B    | 17e   |
| 2004-2005 | Tercera División      | 1er   |
| 2005-2006 | Tercera División      | 2e    |
| 2006-2007 | Segunda División B    | 16e   |
| 2007-2008 | Tercera División      | 2e    |
| 2008-2009 | Segunda División B    | 12e   |
| 2009-2010 | Segunda División B    | 18e   |
| 2010-2011 | Tercera División      | 1er   |
| 2011-2012 | Segunda División B    | 13e   |
| 2012-2013 | Segunda División B    | 16e   |
| 2013-2014 | Segunda División B    | 16e   |
| 2014-2015 | Segunda División B    | 14e   |
| 2015-2016 | Segunda División B    | 8e    |
| 2016-2017 | Segunda División B    | 3e    |
| 2017-2018 | Segunda División B    | 11e   |
| 2018-2019 | Segunda División B    | 13e   |
| 2019-2020 | Segunda División B    | 16e   |
| 2020-2021 | Segunda División B    | 21e   |
| 2021-2022 | Tercera División RFEF | 1er   |
| 2022-2023 | Segunda Federación    | 3e    |
| 2023-2024 | Segunda Federación    | 11e   |
| 2024-2025 | Segunda Federación    | 6e    |
| 2025-2026 | Segunda Federación    |       |

Bilan :
- 21 saisons en Segunda División (D2)
- 34 saisons en Tercera División[2] puis Segunda División B (D3)
- 25 saisons en Regional Preferent (D4) puis Tercera División puis Segunda Federación
- 2 saisons en Primera Regional puis Tercera División RFEF (D5)